# Грабич
Гра́бич — село в Україні, в Отинійській селищній громаді Коломийського району Івано-Франківської області.

## Розташування
Розташовано за 35 км від районного центру, за 5 км від залізничної станції Отинія. Населення — 589 осіб.

## Історія
Село наявне на карті Боплана 1650 року.
Грабич відомий з 80-х років XVIII століття. За переказами старожилів, виникло поселення внаслідок переїзду людей з різних куточків Європи (Австрії, Польщі, Центральної України).
В роки окупації панською Польщею населення терпіло від малоземелля. На початку ХХ ст. більша частина села — польські родини. За період з 1922 до 1932 року 90 мешканців села виїхало за океан. У селі існувала тоді 2-класна школа, костел, 3 корчми, крамниця. У 1939 році тимчасовий селянський комітет розподілив між бідняками 617 моргів поміщицької землі. Тяжких випробувань грабичани зазнали у період колективізації та репатріації поляків, внаслідок чого більша частина населення виселена до Польщі.

## Сучасність
В селі є гімназія, клуб, бібліотека.
Грабицька гімназія 
( Грабицька загальноосвітня школа /-// ступенів) 
Перша двокласна школа в с. Грабич була заснована у 1905 році панею Ізабеллою Завадською у власному маєтку. Навчання велося тільки польською мовою. Викладали зокрема арифметику та читання з письмом. Школа знаходилася внизу біля річки (коло джерела Винниця). Навчалися переважно польські діти, діти українців були неписьменними, так як їхні родини були дуже бідними на відміну від польських . У 1910 р. школа стала чотирикласна. Набирали дітей шестирічного віку, школярі писали “рисіком” на “таблиці”. Домашні завдання також робили на “таблиці”. Підручники були дорогі, тому на цілу школу було декілька книжок. Всього було 2 посібника: “Арифметика” і “Польська книжка” (“Граматика”). Працював тільки один вчитель на 4 класи. Раз у тиждень до школи з Отинії приїжджав на підводі польський священик (ксьондз) і вів уроки релігії. Проте на початку ХХ ст. більша частина села була неписьменна.
Пізніше на вулиці Гагаріна 10 (вулиця Миру) в 2000 р. збудована та відкрита Грабицька гімназія, що діє на даний момент.

## Населення

### Мова
Розподіл населення за рідною мовою за даними перепису 2001 року:
| Мова       | Кількість | Відсоток |
| ---------- | --------- | -------- |
| українська | 587       | 99.66%   |
| російська  | 2         | 0.34%    |
| Усього     | 599       | 100%     |

## Церква

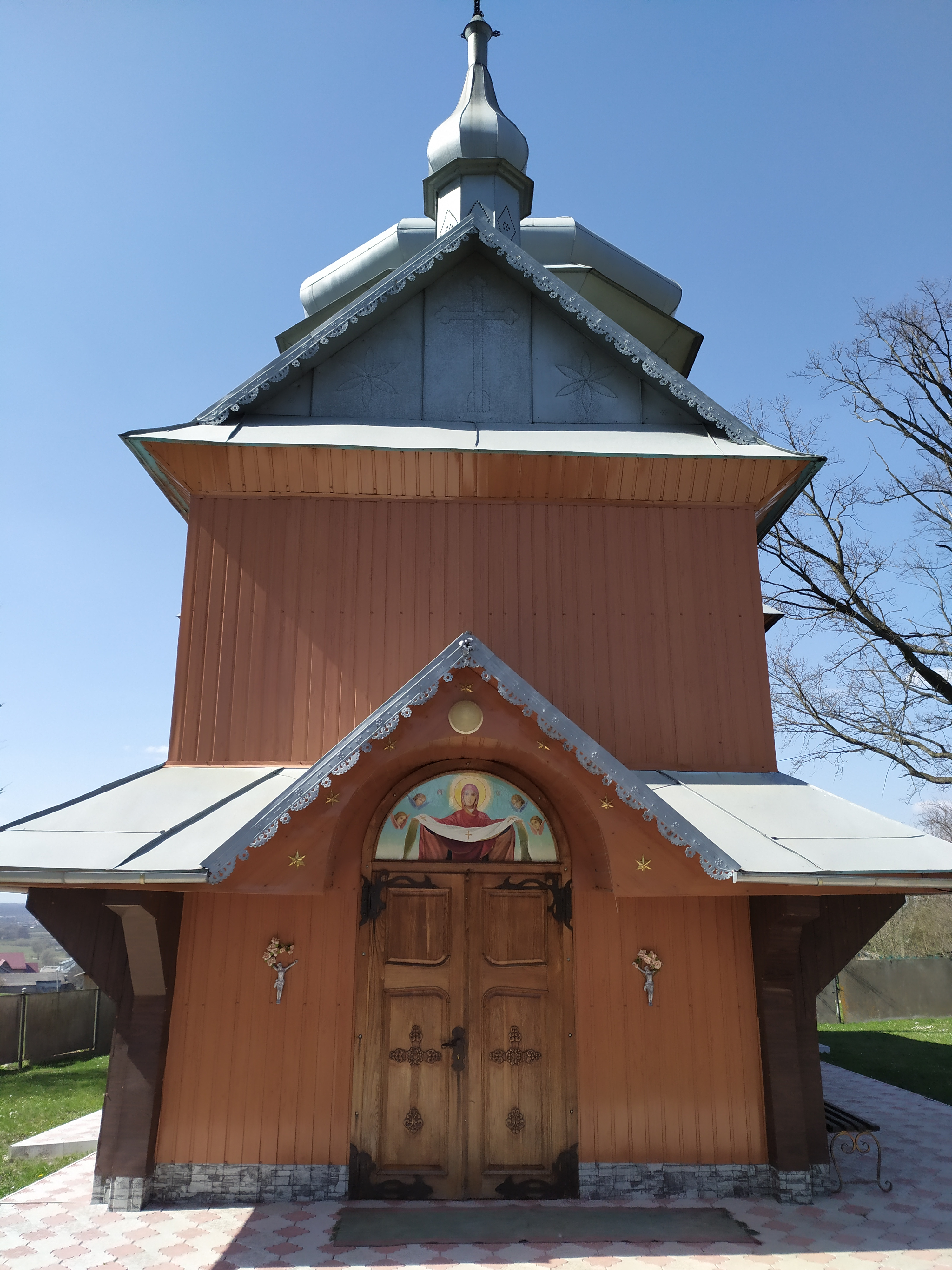
Храм Покрови Пресвятої Богородиці с. Грабич.

Церква Покрови Пресвятої Богородиці, збудована 1931 р., освячена 1932 р. Належить до ПЦУ.  Настоятель митрофорний протоієрей Іван Мельник. 
Храмове свято — святої рівноапостольної Княгині Ольги. Престольне свято — Покрова Пресвятої Богородиці, 14 жовтня.

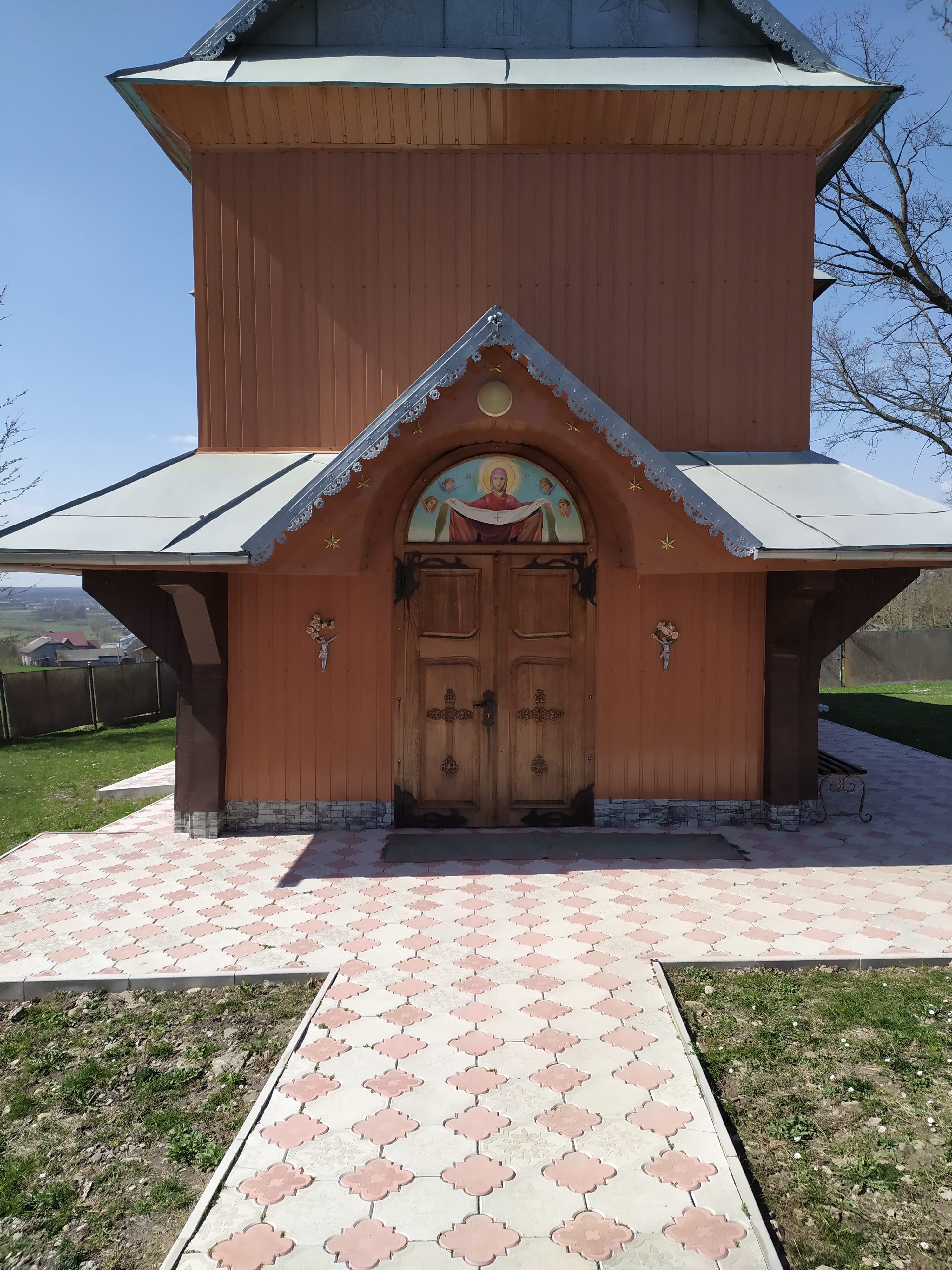
Храм с. Грабич ПЦУ

До цього часу тут не було власної церкви. Існуючу церкву громада перенесла з іншого, не відомого села. Не належить до жодної пам'ятки архітектури.
Церква розташовується в центральній частині Грабича, при дорозі на тому місці, де колись був цвинтар.  Вівтар церкви чомусь орієнтований до північного заходу (ймовірно, через дорогу). Нетипова для цього району тризрубна одноверха церква в якій виразно домінують вертикальні пропорції. Святиня невеликих розмірів, вузька.
Має прибудовані маленькі захристії з обидвох сторін до вівтаря. У 2015 році оббита бляхою. Також замінено вікна. Дерев'яна двоярусна дзвіниця стоїть з північного сходу від церкви.
Парафія Покрови Пресвятої Богородиці, що розташована в центрі села, була відкрита у 2023 році зусиллям прихожан церкви. До того часу ті люди, що проповідували греко-католицьку віру проводили церковну службу в невеликій кімнаті минулого приміщення бібліотеки та медпункту. 
На місці сучасної церкви колись вже розташовувався дерев'яний храм, котрий розібрались при більшовицькій владі та з тих же матеріалів побудували школу в селі Торговиця. Тому на тій височині вирішено було відбудувати історичне минуле. 
Громада УГКЦ о. Олег Федак